# Murder à la Mod
Murder à la Mod is een Amerikaanse filmkomedie uit 1968 onder regie van Brian De Palma.

## Verhaal
Karen is verliefd op Chris, een fotograaf die zich stiekem bezighoudt met naaktfilmpjes. Hij beweert dat te doen om de scheiding van zijn vrouw te kunnen bekostigen. Karen steelt geld om Chris te steunen, maar ze wordt aangevallen met een ijspriem door diens assistent Otto, voordat ze het hem kan overhandigen.

## Rolverdeling
| Acteur          | Personage            |
| --------------- | -------------------- |
| Andra Akers     | Tracy                |
| William Finley  | Otto                 |
| Margo Norton    | Karen                |
| Jared Martin    | Chris                |
| Ken Burrows     | Wiley                |
| Lorenzo Catlett | Politieagent         |
| Jack Harrell    | Verkoper             |
| Laura Stevenson | Meisje in de boetiek |
| John Quinn      | Mijnheer Fitzsimmons |